# Ezra Sellers
Ezra Nathan Sellers (ur. 2 września 1968, zm. 12 grudnia 2013) – amerykański bokser
Na zawodowych ringach zadebiutował 22 sierpnia 1989 w pojedynku z przyszłym mistrzem świata federacji WBA w wadze ciężkiej Bruce'em Seldonem, ulegając przez techniczny nokaut w drugiej rundzie.
29 stycznia 2000 pokonał przez techniczny nokaut już w pierwszej rundzie byłego mistrza federacji WBO w wadze junior ciężkiej Nestora Hipolito Giovanniniego, dla którego był to ostatni pojedynek na zawodowych ringach. 1 kwietnia 2000 pokonał Willarda Lewisa przez TKO 3, zdobywając pas WBO NABO, który utracił 17 maja 2001, ulegając przez techniczny nokaut w pierwszej rundzie Ramonowi Garbeyowi. 26 listopada 2001 znokautował w czwartej rundzie Carla Thompsona, zdobywając pas mniejszej federacji IBO. W swoim kolejnym pojedynku 6 kwietnia 2002 stanął przed szansą zdobycia pasa WBO w wadze junior ciężkiej, lecz został znokautowany w ósmej rundzie przez broniącego tytułu Johnny'ego Nelsona, pomimo że Nelson był liczony w czwartej rundzie. 1 marca 2003 pokonał przez techniczny nokaut w drugiej rundzie Jasona Robinsona. 1 maja 2004 stanął przed szansą zdobycia wakującego mistrzowskiego pasa federacji IBF, przegrywając przez TKO w ósmej rundzie z Kelvinem Davisem. 4 września 2004 w swoim kolejnym pojedynku, którego stawką było miano oficjalnego pretendenta do pasa IBF, został znokautowany w drugiej rundzie przez O'Neila Bella.